# Stenothoides smirnovi
Stenothoides smirnovi är en kräftdjursart som beskrevs av Gurjanova 1948. Stenothoides smirnovi ingår i släktet Stenothoides och familjen Stenothoidae. Inga underarter finns listade i Catalogue of Life.